# Generał-gubernatorstwo
Generał-gubernatorstwo – jednostka podziału administracyjnego pierwszego stopnia istniejąca w Imperium Rosyjskim w latach 1775–1917.
Generał-gubernatorstwo obejmowało kilka guberni lub obwodów; na jego czele stał generał-gubernator. W 1914 w Rosji istniało 8 generał-gubernatorstw:
- generał-gubernatorstwo fińskie
- generał-gubernatorstwo irkuckie
- generał-gubernatorstwo kaukaskie
- generał-gubernatorstwo kijowskie
- generał-gubernatorstwo moskiewskie
- generał-gubernatorstwo przyamurskie
- generał-gubernatorstwo stepowe
- generał-gubernatorstwo turkiestańskie
- generał-gubernatorstwo warszawskie

Po wybuchu I wojny światowej utworzono na zajętych terenach Galicji i Bukowiny Galicyjsko-bukowińskie generał-gubernatorstwo.
Po wybuchu II wojny światowej nazwę bardzo zbliżoną zastosowały nazistowskie Niemcy w części okupowanej Polski: Generalne Gubernatorstwo.